# Hussainabad
Hussainabad è una città dell'India di 23.433 abitanti, situata nel distretto di Palamu, nello stato federato del Jharkhand. In base al numero di abitanti la città rientra nella classe III (da 20.000 a 49.999 persone).

## Geografia fisica
La città è situata a 24° 31' 60 N e 84° 1' 0 E e ha un'altitudine di 144 m s.l.m..

## Società

### Evoluzione demografica
Al censimento del 2001 la popolazione di Hussainabad assommava a 23.433 persone, delle quali 12.303 maschi e 11.130 femmine. I bambini di età inferiore o uguale ai sei anni assommavano a 4.249, dei quali 2.174 maschi e 2.075 femmine. Infine, coloro che erano in grado di saper almeno leggere e scrivere erano 12.642, dei quali 7.638 maschi e 5.004 femmine.